# 773 Irmintraud
A 773 Irmintraud (ideiglenes jelöléssel 1913 TV) a Naprendszer kisbolygóövében található aszteroida. Franz Kaiser fedezte fel 1913. december 22-én.